# Fabio Capello
Fabio Capello   (San Canzian d'Isonzo, 18 de juny de 1946) és un exjugador, migcampista, i entrenador de futbol italià.
Es va formar com a futbolista a l'equip juvenil de l'SPAL, amb qui va debutar a la màxima categoria la temporada 1963-1964. Va fer la seva carrera entre la Roma, el Juventus i el Milan, guanyant quatre campionats, tres amb la Juventus i un amb el Milà; i dues copes italianes, una amb la Roma i una altra amb el Milà. Del 1972 al 1976 va jugar 32 partits amb la selecció sènior, marcant 8 gols, inclòs el que va permetre a Itàlia guanyar per primera vegada a Anglaterra a Wembley el 1973.
Després de la seva carrera com a futbolista, va iniciar la carrera com a entrenador. Va guanyar cinc campionats italians (quatre amb el Milà i un amb la Roma) i dos d'Espanya (tots dos amb el Reial Madrid). També va guanyar quatre Supercopes d'Itàlia, tres amb el Milà i una amb la Roma, així com una copa de la UEFA. Va guanyar la Lliga de Campions la temporada 1993-1994 i la Supercopa de la UEFA el 1994, ambdues amb el Milan.
Del 2007 al 2012 va ser el seleccionador d'Anglaterra, que va dirigir al Mundial de 2010, on va ser eliminat per Alemanya als vuitens de final. Del 2012 al 2015 va ser el seleccionador de Rússia, que va liderar durant el Campionat del món de 2014, sense superar el tercer lloc a la fase de classificació. Va ingressar al Saló de la Fama del futbol italià el 2013. Va acabar la seva carrera d'entrenador el 2018, després de dirigir el Jiangsu Suning xinès.

## Trajectòria

### Com a jugador
- 1964-1967 SPAL 1907
- 1967-1969 AS Roma
- 1969-1976 Juventus de Torí
- 1976-1978 AC Milan

### Com a entrenador
- 1991-1996 AC Milan
- 1996-1997 Reial Madrid
- 1997-1998 AC Milan
- 1999-2004 AS Roma
- 2004-2006 Juventus de Torí
- 2006-2007 Reial Madrid
- 2008-2012 Selecció anglesa

## Palmarès

### Com a jugador
- Campionats estatals: 3 títols
  - 1971-72 Juventus de Torí
  - 1972-73 Juventus de Torí
  - 1974-75 Juventus de Torí
- Copes nacionals: 2 títols
  - 1968-69 AS Roma
  - 1976-77 AC Milan

### Com a entrenador
- Campionat nacional: 7 títols
  - 1991-92 AC Milan
  - 1992-93 AC Milan
  - 1993-94 AC Milan
  - 1995-96 AC Milan
  - 1996-97 Reial Madrid
  - 2000-01 AS Roma
  - 2006-07 Reial Madrid
- Supercopa nacional: 4
  - 1993 AC Milan
  - 1994 AC Milan
  - 1995 AC Milan
  - 2001 AS Roma
- Supercopa d'Europa: 1
  - 1995 AC Milan
- Copa d'Europa: 1
  - 1994 AC Milan